# Egon Erwin Kisch

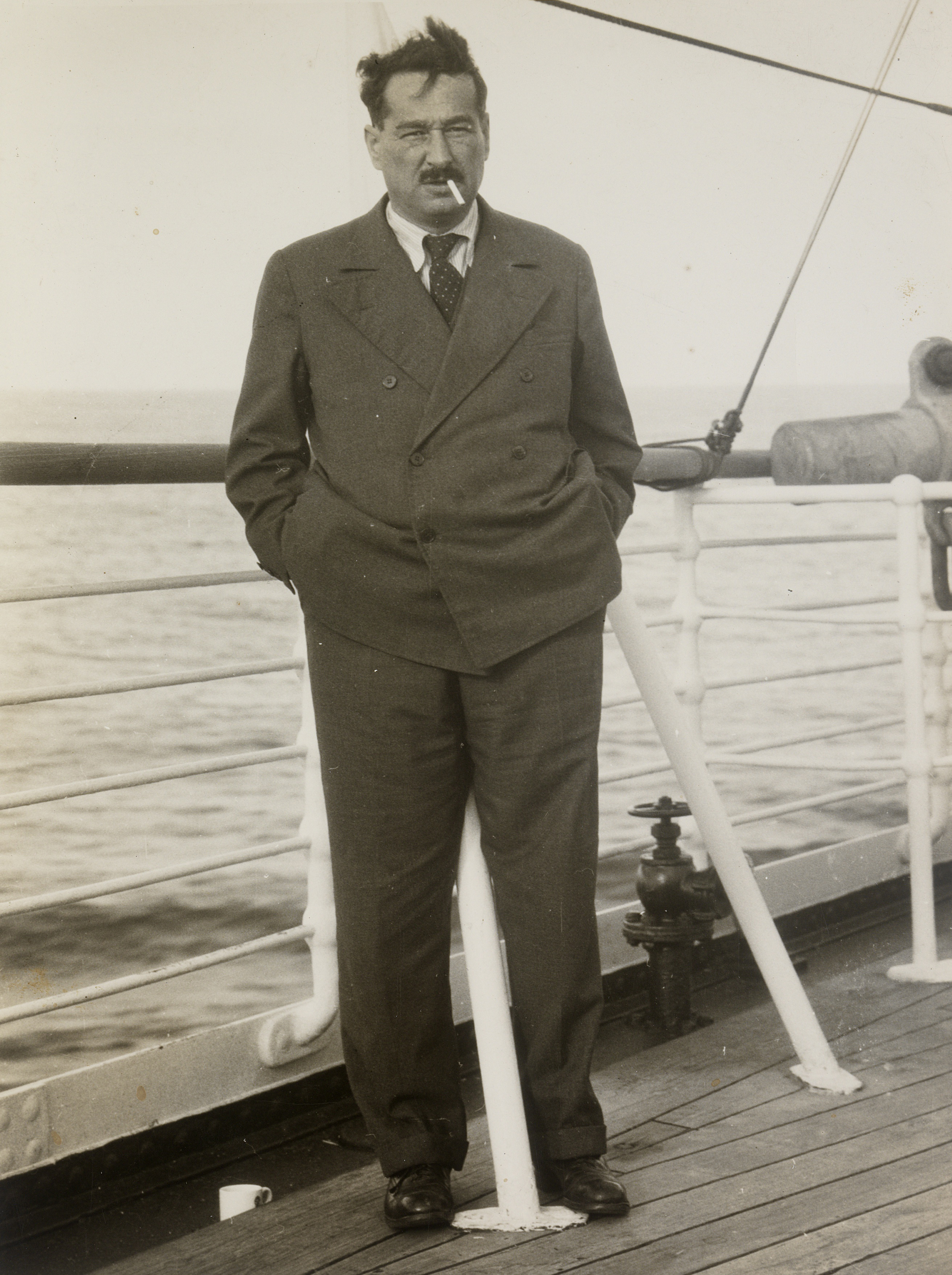
Egon Erwin Kisch

Egon Erwin Kisch (Praag, 29 april 1885 - Praag, 31 maart 1948) was een Oostenrijkse en Tsjechoslowaakse schrijver en journalist, die in het Duits schreef. Hij werd bekend als de razende reporter, de titel van een bundel van zijn reportages (Der Rasende Reporter, 1924).

## Biografie
Egon Kisch werd geboren in een welvarend Duitstalig sefardisch-joods gezin in Praag, dat woonde in het uit de Middeleeuwen stammende huis 'In de twee gouden beren' vlak naast het Oudestadsraadhuis van Praag. Hij genoot zijn opleiding aan de Staatsrealschule in Praag, waar hij zijn eerste gedichten publiceerde onder de (schuil)naam Erwin Kisch. Alle latere publicaties droegen als auteursnaam Egon Erwin Kisch. Na een aantal colleges bouwkunde en Duitse literatuur gevolgd te hebben, nam Kisch in 1904 vrijwillig dienst in het Oostenrijks-Hongaarse leger. Hier leerde hij naar eigen zeggen inbrekers, zakkenrollers en andere leden van de Praagse penoze kennen.

### Journalist
Kisch' journalistieke carrière begon toen hij in 1906 als journalist voor het Duitstalige Praagse dagblad Bohemia ging werken en zich toelegde op participerende reportages van hoge literaire kwaliteit uit het lokale nacht- en kroegleven. Hij was bevriend met Jaroslav Hašek, schrijver van De lotgevallen van de brave soldaat Švejk. Ook ging Kisch op reportagereis naar Italië, Londen en (tijdens de Eerste Balkanoorlog) het front in Montenegro. Zijn belangrijkste onthulling in deze periode was de ontdekking van een groot spionageschandaal aan de vooravond van de Eerste Wereldoorlog, waarbij kolonel Alfred Redl, het voormalige hoofd van de spionageafdeling van het Oostenrijks-Hongaarse leger, lange tijd voor de Russen bleek te hebben gespioneerd. Kisch combineerde gedegen onderzoeksjournalistiek met literaire stijlmiddelen. Bertold Brecht zou hebben gezegd "Je zou een Nobelprijs bijeen kunnen schrijven met slechts één vijfde van het talent van Kisch"

### Oorlog en revolutie
Kisch nam bij het uitbreken van de Eerste Wereldoorlog onmiddellijk weer dienst. Hij vocht aan het Servische front, waarvan hij verslag deed in Schreib das auf, Kisch! (1929), en aan het Russische front. Daar raakte hij in maart 1915 zwaargewond. Omdat hij nu ongeschikt was voor verdere frontdienst, werd Kisch nu oorlogsverslaggever. In de chaotische herfstdagen van 1918, toen het Oostenrijks-Hongaarse keizerrijk uiteenviel, deserteerde Kisch. Hij speelde een leidende rol in de opstand van de Rode Garde in Wenen, waar gewapende arbeidsmilities een machtsovername nastreefden. Nadat deze poging tot revolutie was geneutraliseerd door een coalitie van de restanten van het oude regime en de sociaaldemocratische partijen, nam Kisch afscheid van de actieve politiek en keerde terug naar de journalistiek. Hij bleef de rest van zijn leven een uitgesproken communist.

### Reportages
Hij vertrok in 1920 naar Praag, waar hij werkte aan reportages en toneelbewerkingen. Hij verbleef vanaf 1921 in Berlijn, waar hij schreef voor het Prager Tagblatt en de Lidové noviny, en later ook voor een aantal Duitse bladen. Zijn reportages werden in bewerkte vorm gepubliceerd in bundels als Der Rasende Reporter. Reizen naar de Sovjet-Unie, de Verenigde Staten en China leveren stof voor nieuwe reportages en boeken.
Direct na de brand van de Rijksdag werd Kisch op 28 februari 1933 gearresteerd. Enige tijd later werd hij uitgewezen naar Tsjechoslowakije, vanwaaruit hij naar Parijs vertrok.

### Balling
In 1934 vertrok Kisch, die al aan vele anti-fascistische publicaties had meegewerkt, per boot naar Australië om daar als afgevaardigde van het Wereldcomité tegen Oorlog en Fascisme het Australian Congress against War toe te spreken. Bij aankomst in Australië werd hem echter de toegang geweigerd, wat uitliep op een publicitair breed uitgesponnen rel. Uiteindelijk kon Kisch in Sydney aan land en hield hij een groot aantal toespraken over de dreigende nazi-praktijken.
Tijdens de Spaanse Burgeroorlog reisde Kisch in 1937 en 1938 naar het front om verslag te doen van de strijd vanuit het belegerde Madrid, Valencia, Teruel en andere oorlogsgebieden. Op 29 oktober 1938 trouwde Kisch in Frankrijk met Gisela Lyner, al vele jaren Kisch medewerkster en minnares. Eerder had hij op de vraag waarom hij niet met haar trouwde, steevast geantwoord "die vrouw ken ik veel te goed." Nadat in september 1939 de Tweede Wereldoorlog uitbrak, vertrokt Kisch met een doorgangsvisum voor de Verenigde Staten uit Europa. Uiteindelijk vonden hij en zijn vrouw Gisela in 1941 in Mexico een toevluchtsoord.

### Terugkeer naar Praag en overlijden
Na de oorlog, waarin behalve vele vrienden ook twee broers door de nazi's vermoord waren, keerde Kisch terug naar Praag, "de stad die vol was met vrienden die niet meer leefden", zoals hij schreef. Hij zat vol plannen voor nieuwe reizen en reportages, maar zijn gezondheidsproblemen verhinderden de uitvoering ervan. Egon Kisch overleed op 31 maart 1948 in een ziekenhuis in Praag.